# Tipsligan 2002
Tipsligan 2002 var Finlands högsta division i fotboll säsongen 2002. Grundserien innehöll tolv lag, där de åtta främsta gick till en fortsättningsserie. De fyra sämst placerade lagen i grundserien fick spela i en nedflyttningsserie mot de två främsta lagen från Ettans norr- respektive södergrupp. HJK Helsingfors från Helsingfors vann fortsättningsserien och blev därmed finländska mästare för tjugonde gången.

## Grundserien
| Nr | Lag                | S  | V  | O  | F  | GM | IM | MS  | P  |
| -- | ------------------ | -- | -- | -- | -- | -- | -- | --- | -- |
| 1  | HJK Helsingfors    | 22 | 15 | 3  | 4  | 36 | 16 | +20 | 48 |
| 2  | Myllykosken Pallo  | 22 | 12 | 7  | 3  | 43 | 20 | +23 | 43 |
| 3  | Haka               | 22 | 11 | 5  | 6  | 31 | 18 | +13 | 38 |
| 4  | Vantaan Allianssi  | 22 | 10 | 4  | 8  | 35 | 36 | −1  | 34 |
| 5  | Inter Åbo          | 22 | 8  | 8  | 6  | 28 | 17 | +11 | 32 |
| 6  | Tampere United     | 22 | 7  | 11 | 4  | 23 | 15 | +8  | 32 |
| 7  | Lahti              | 22 | 9  | 5  | 8  | 23 | 26 | −3  | 32 |
| 8  | Jaro               | 22 | 7  | 5  | 10 | 23 | 36 | −13 | 26 |
| 9  | Kuopion Palloseura | 22 | 6  | 6  | 10 | 26 | 30 | −4  | 24 |
| 10 | Hämeenlinna        | 22 | 3  | 9  | 10 | 23 | 34 | −11 | 18 |
| 11 | Vaasan Palloseura  | 22 | 4  | 5  | 13 | 21 | 39 | −18 | 17 |
| 12 | Jazz               | 22 | 4  | 4  | 14 | 17 | 42 | −25 | 16 |

|  |                          |
|  | Till fortsättningsserien |
|  | Till nedflyttningsserien |

## Fortsättningsserien
I fortsättningsserien fick lagen behålla poängen från grundserien. Varje lag fick spela ytterligare sju matcher - alla mötte alla en gång.
| Nr | Lag               | S  | V  | O  | F  | GM | IM | MS  | P  |
| -- | ----------------- | -- | -- | -- | -- | -- | -- | --- | -- |
| 1  | HJK Helsingfors   | 29 | 20 | 5  | 4  | 51 | 21 | +30 | 65 |
| 2  | Myllykosken Pallo | 29 | 17 | 9  | 3  | 57 | 25 | +32 | 60 |
| 3  | Haka              | 29 | 15 | 7  | 7  | 51 | 30 | +21 | 52 |
| 4  | Vantaan Allianssi | 29 | 12 | 5  | 12 | 39 | 44 | −5  | 41 |
| 5  | Tampere United    | 29 | 8  | 15 | 6  | 31 | 24 | +7  | 39 |
| 6  | Inter Åbo         | 29 | 9  | 9  | 11 | 33 | 29 | +4  | 36 |
| 7  | Jaro              | 29 | 10 | 6  | 13 | 34 | 46 | −12 | 36 |
| 8  | Lahti             | 29 | 9  | 6  | 14 | 25 | 44 | −19 | 33 |

|  |                                                                 |
|  | Finska mästare och kvalificerade för Champions League 2003/2004 |
|  | Kvalificerade för Uefacupen 2003/2004                           |
|  | Kvalificerade för Intertotocupen 2004                           |

## Nedflyttningsserien
Nedflyttningsserien bestod av lag 9 till 12 samt de två främsta lagen från Ettans norr- (TPS och TP-47) respektive södergrupp (KooTeePee och Jokerit). Lag 9 från den högsta serien fick börja med 3 poäng, lag 10 med 2 poäng och lag 11 med 1 poäng. Lag 1 och 2 från den näst högsta divisionen fick en poäng vardera. Det spelades sju matcher och alla mötte alla en gång. Eftersom serien skulle utökas till fjorton lag säsongen 2003 gick sex lag upp.
- KuPS - 3 poäng
- FC Hämeenlinna - 2 poäng
- VPS - 1 poäng
- FC KooTeePee - 1 poäng
- TPS - 1 poäng

| Nr | Lag                        | S | V | O | F | GM | IM | MS  | P  |
| -- | -------------------------- | - | - | - | - | -- | -- | --- | -- |
| 1  | Kuopion Palloseura         | 7 | 4 | 1 | 2 | 14 | 4  | +10 | 16 |
| 2  | Turun Palloseura           | 7 | 4 | 2 | 1 | 10 | 9  | +1  | 15 |
| 3  | Hämeenlinna                | 7 | 3 | 0 | 4 | 8  | 8  | 0   | 11 |
| 4  | Jokerit                    | 7 | 3 | 1 | 3 | 13 | 13 | 0   | 10 |
| 5  | Jazz                       | 7 | 2 | 3 | 2 | 6  | 5  | +1  | 9  |
| 6  | Kotkan Työväen Palloilijat | 7 | 2 | 2 | 3 | 8  | 11 | −3  | 9  |
| 7  | Vaasan Palloseura          | 7 | 2 | 2 | 3 | 6  | 12 | −6  | 9  |
| 8  | Tornion Pallo              | 7 | 2 | 1 | 4 | 6  | 9  | −3  | 7  |